# Tibouchina aegopogon
Tibouchina aegopogon är en tvåhjärtbladig växtart som först beskrevs av Naud., och fick sitt nu gällande namn av Célestin Alfred Cogniaux. Tibouchina aegopogon ingår i släktet Tibouchina och familjen Melastomataceae. Inga underarter finns listade i Catalogue of Life.

## Bildgalleri

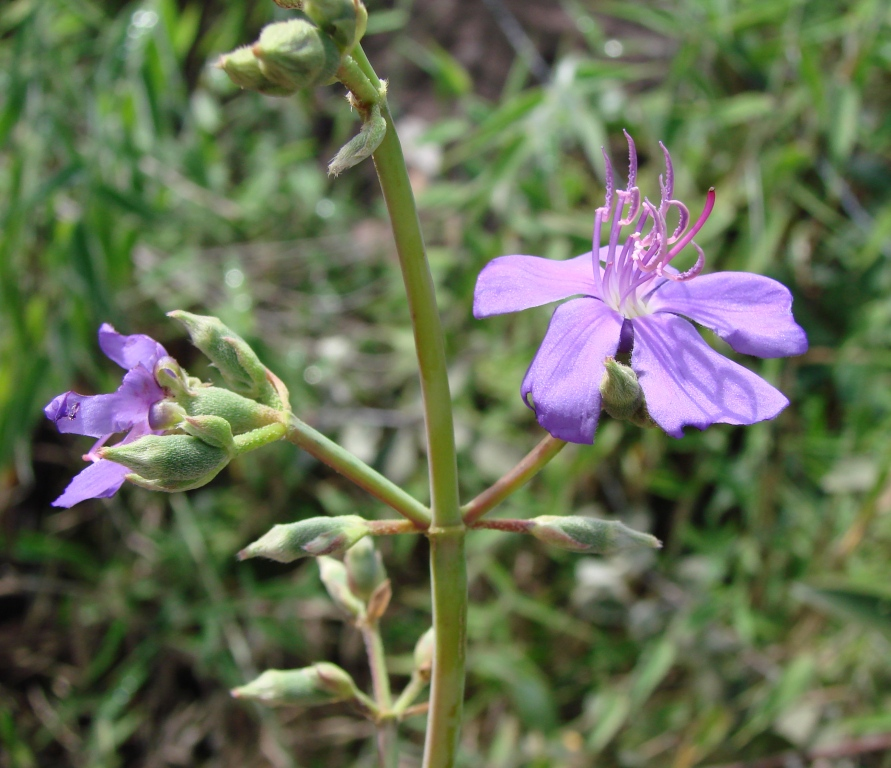